# Harvey O'Connor
Harvey O'Connor (Minneapolis, 1897 - Little Compton, Rhode Island, 1987) fue un escritor estadounidense, conocido por sus mordaces biografías
de las familias Mellon, Guggenheim y Astor.

## Biografía
Hijo de un cocinero de ferrocarril, trabajó en campamentos de explotación forestal entre 1915 y 1918, cuando se convirtió en editor del The Seattle Daily Call, un diario socialista. Durante la década de 1920 fue editor de varios periódicos sindicales. Fue director de la Oil Workers International Union, entre 1945 y 1948. 
En 1953 fue citado por el Permanent Subcommittee on Investigations del senador Joseph McCarthy. O'Connor rehusó decir al panel si había sido o no comunista cuando escribió sus biografías, que habían sido colocadas en librerías mantenidas por el United States Information Service en el extranjero. Fue condenado por desacato por rehusarse a contestar las preguntas del senador y se le dio un año de sentencia suspendida, luego desechada tras ser apelada.
Fue presidente del Emergency Civil Liberties Committee (1955 - 1963) y en 1975 la sede de Rhode Island de la Unión Americana por las Libertades Civiles le otorgó una condecoración.

## Obras
- Mellon's Millions (1933)
- Steel-Dictator (1935)
- The Guggenheims (1937)
- The Astors (1941)
- History of the Oil Workers International Union (1950)
- The Empire of Oil (1955)
- World Crisis in Oil (1962)
- Revolution in Seattle (1964)